# Кіх Андрій Юрійович
Андрі́й Ю́рійович Кі́х — полковник медичної служби ЗСУ, заслужений працівник охорони здоров'я України (2019).

### З життєпису
Випускник Національної академії державного управління при Президентові України.
Станом на грудень 2016 року — головний лікар; надалі — начальник військової частини А2923 (Ірпінський військовий шпиталь).
Серед робіт — монографія «Нові погляди на медичне забезпечення військовослужбовців Збройних Сил України та інших військових формувань (за досвідом проведення антитерористичної операції)»; співавтори Галушка Андрій Миколайович, Запорожан Степан Йосипович, Корда Михайло Михайлович, Лурін Ігор Анатолійович.

## Нагороди та вшанування
- Указом Президента України № 878/2019 від 4 грудня 2019 року за «особисті заслуги у зміцненні обороноздатності Української держави, мужність і самовіддані дії, виявлені у захисті державного суверенітету та територіальної цілісності України, зразкове виконання військового обов'язку» відзначений званням Заслужений працівник освіти України[5].
- орден «Богдана Хмельницького» III ступеня (2022) — за особисту мужність і самовіддані дії, виявлені у захисті державного суверенітету та територіальної цілісності України, вірність військовій присязі.